# Ctenomys steinbachi
Ctenomys steinbachi е вид бозайник от семейство тукотукови (Ctenomyidae).

## Разпространение
Видът е разпространен в Боливия.